# Râul Valea Lungă, Lunca
Râul Valea Lungă este un curs de apă, afluent al râului Lunca. 